# Дёмин, Анатолий Сергеевич (литературовед)
Анатолий Сергеевич Дёмин (род. 27 февраля 1935, Баку) — советский и российский литературовед, доктор филологических наук (1977), профессор (1989). Специалист по древнерусской литературе.

## Биография
В 1957 году окончил Бакинский университет, затем — аспирантуру в ИРЛИ АН СССР. В 1963—1969 годы работал в Государственной публичной библиотеке.
С 1969 года — научный сотрудник ИМЛИ АН СССР, ныне возглавляет отдел древнерусской литературы. Одновременно (с 1986) преподаёт на кафедре русской классической литературы и славистики Литературного института имени А. М. Горького.

## Научная деятельность
Основные направления исследований:
- русская литература XVI — начала XVIII вв.
- русская драматургия
- проблемы поэтики древнерусской литературы.

### Основные работы
- Гладкова О. В., Дёмин А. С., Капица Ф. С. и др. Древнерусская литература: тема Запада в XIII—XV вв. и повествовательное творчество / Отв. ред. О. В. Гладкова. — М.: Азбуковник, 2002. — 255 с. — (Россия и Запад: Горизонты взаимопознания (по лит. и фольклор. источникам XI—XIX вв.)). — 1000 экз. — ISBN 5-93786-035-7.
- Дёмин А. С. Древнерусская литература как литература : (о манерах повествования и изображения) / отв. ред. В. П. Гребенюк. — М.: Языки славянской культуры, 2015. — 486 с. — (Studia philologica). ISBN 978-5-9906039-1-2.
- Дёмин А. С. Новые художественные представления о мире, природе, человеке в русской литературе второй половины XVII — начала XVIII вв. : Автореф. дис. … д-ра филол. наук. — М., 1976. — 32 с.
- Дёмин А. С. О древнерусском литературном творчестве : Опыт типологии с XI по середину XVIII вв. от Илариона до Ломоносова / Отв. ред. В. П. Гребенюк. — М : Яз. слав. культуры А. Кошелев, 2003. — 758 с. — (Studia philologica [1726-135X]). — ISBN 5-94457-133-0.
- Дёмин А. С. О художественности древнерусской литературы : [Очерки древнерусского мировидения от «Повести временных лет» до сочинений Аввакума]. — М.: Языки русской культуры, 1998. — 847 с. — 1500 экз. — ISBN 5-7859-0064-5.
- Дёмин А. С. Писатель и общество в России XVI—XVII веков : (Общественные настроения) / Отв. ред. О. А. Державина. — М : Наука, 1985. — 352 с. — 3900 экз.
- Дёмин А. С. Поэтика древнерусской литературы (XI—XIII вв.) / отв. ред. В. П. Гребенюк. — М.: Рукописные памятники Древней Руси, 2009. — 403 с. — (Studia philologica). — 800 экз. — ISBN 978-5-9551-0338-9.
- Дёмин А. С. Русская литература второй половины XVII — начала XVIII века: Новые худож. представления о мире, природе, человеке. — М.: Наука, 1977. — 296 с. — 11000 экз.
- Дёмин А. С. Русские письмовники XV—XVII вв.: (К вопросу о русской эпистолярной культуре): Автореф. дис. … канд. филол. наук. — Л., 1964. — 17 с.
- Дёмин А. С., Елеонская А. С., Кириллин В. М. и др. Древнерусская литература : Изображение природы и человека / [Отв. ред. А. С. Демин]. — М.: Наследие, 1995. — 335 с. — 800 экз. — ISBN 5-86562-014-2.
- Дёмин А. С., Елизаветина Г. Г., Жегалов Н. Н. и др. История русской литературы XI—XIX веков: В 2 ч.: Учебное пособие для студентов вузов по специальности «Филология» / Под ред. Л. Д. Громовой, А. С. Курилова. — М.: ВЛАДОС, 2000. — (Филологические науки / Редкол.: Ю. Г. Круглов (пред.) и др.). — ISBN 5-691-00435-2.
- Литературный сборник XVII века «Пролог» / Подгот. О. А. Державина, А. С. Дёмин, А. С. Елеонская и др.; Под ред. А. С. Дёмина. — М.: Наука, 1978. — 287 с. — (Русская старопечатная литература (XVI — первая четверть XVIII в.)). — 6000 экз.